# Dreamland (album de Joni Mitchell)
Pour les articles homonymes, voir Dreamland.
Albums de Joni Mitchell
The Beginning of Survival
(2004) Songs of a Prairie Girl
(2005)
Dreamland est une compilation de Joni Mitchell, sortie le 24 septembre 2004.
Les chansons de cet opus ont été sélectionnées par l'artiste elle-même. Le livret accompagnant le disque contient un essai de Cameron Crowe sur la carrière de Mitchell ainsi que des reproductions de plusieurs de ses peintures.
L'album s'est classé 177e au Billboard 200.

## Liste des titres
Toutes les chansons sont écrites et composées par Joni Mitchell, sauf mention contraire.
| No  | Titre                                    | Auteur                | Album original               | Durée |
| --- | ---------------------------------------- | --------------------- | ---------------------------- | ----- |
| 1.  | Free Man in Paris                        |                       | Court and Spark              | 3:03  |
| 2.  | In France They Kiss on Main Street       |                       | The Hissing of Summer Lawns  | 3:19  |
| 3.  | Dreamland                                |                       | Don Juan's Reckless Daughter | 4:38  |
| 4.  | The Jungle Line                          |                       | The Hissing of Summer Lawns  | 4:24  |
| 5.  | Furry Sings the Blues                    |                       | Hejira                       | 5:06  |
| 6.  | You Turn Me On, I'm a Radio              |                       | For the Roses                | 2:39  |
| 7.  | Carey                                    |                       | Blue                         | 3:04  |
| 8.  | Big Yellow Taxi                          |                       | Ladies of the Canyon         | 2:17  |
| 9.  | California                               |                       | Blue                         | 3:51  |
| 10. | Help Me                                  |                       | Court and Spark              | 3:24  |
| 11. | Nothing Can Be Done                      | Mitchell, Larry Klein | Night Ride Home              | 4:51  |
| 12. | Dancin' Clown                            |                       | Chalk Mark in a Rain Storm   | 3:51  |
| 13. | Come in From the Cold                    |                       | Night Ride Home              | 7:30  |
| 14. | Amelia (2002 orchestral version)         |                       | Travelogue                   | 6:46  |
| 15. | For the Roses (2002 orchestral version)  |                       | Travelogue                   | 7:29  |
| 16. | Both Sides Now (2000 orchestral version) |                       | Both Sides Now               | 5:46  |
| 17. | The Circle Game                          |                       | Ladies of the Canyon         | 4:51  |